# Hu Ning
Hu Ning (chinês tradicional: 胡寧; chinês simplificado: 胡宁), (11 de fevereiro de 1916 — 1997) foi um físico e educador chinês.

## Publicações
Hu escreveu ou editou uns dos primeiros livros sobre teoria da relatividade e mecânica quântica na China, ainda utilizados atualmente:
- 《電動力學》(Eletrodinâmica); 1963
- 《场的量子理论》(Teoria Quântica dos Campos); 1964
- 《廣義相對論和引力場理論》(Relatividade Geral e Gravitação); ISBN 7-03-007835-7; republicado em 2000